# 17857 Hsieh
17857 Hsieh (1998 KR1) là một tiểu hành tinh vành đai chính được phát hiện năm 1998.